# Turning to Crime
Turning to Crime — двадцять другий студійний альбом британського рок-гурту Deep Purple, вийшов 26 листопада 2021 року. Він повністю складається з кавер-версій і є останнім альбомом гурту, у записі якого брав участь гітарист Стів Морс до того як покинути гурт у липні 2022 року.

## Про альбом
Turning to Crime було створено за пропозицією Боба Езріна, який є продюсером Deep Purple з 2013 року. Випущений приблизно через п’ятнадцять місяців після Whoosh!, він став першим альбомом гурту після Come Taste the Band 1975 року, який вийшов всього через рік після попереднього альбому.
Трек «The Battle of New Orleans» став першим випадком, коли Роджер Гловер виконав будь-який вокал у студійному записі Deep Purple.
13-й трек, «(I'm a) Road Runner», став доступним для завантаження 6 жовтня 2021 року, а потім вийшов в обмеженому випуску вінілового бокс-сету 5×12", як сторона «Б» синглу «7 and 7 is».

## Треклист
| Turning to Crime track listing | Turning to Crime track listing                                                                                                 | Turning to Crime track listing | Turning to Crime track listing                                                         | Turning to Crime track listing |
| #                              | Назва | Автор | Original artist                                                                        | Тривалість                     |
| ------------------------------ | --- | --- | -------------------------------------------------------------------------------------- | ------------------------------ |
| 1.                             | «7 and 7 Is» | Arthur Lee | Love                                                                                   | 2:28                           |
| 2.                             | «Rockin' Pneumonia and the Boogie Woogie Flu»                                                                                  | Huey "Piano" Smith | Huey "Piano" Smith                                                                     | 3:15                           |
| 3.                             | «Oh Well» | Пітер Ґрін | Fleetwood Mac                                                                          | 4:21                           |
| 4.                             | «Jenny Take a Ride!» | Bob Crewe | Мітч Райдер & The Detroit Wheels                                                       | 4:36                           |
| 5.                             | «Watching the River Flow» | Bob Dylan | Боб Ділан                                                                              | 3:02                           |
| 6.                             | «Let the Good Times Roll» | Sam Theard, Fleecie Moore | Louis Jordan & the Tympany Five                                                        | 4:22                           |
| 7.                             | «Dixie Chicken» | Lowell George, Fred Martin | Little Feat                                                                            | 4:43                           |
| 8.                             | «Shapes of Things» | Jim McCarty, Keith Relf, Paul Samwell-Smith | Yardbirds / Jeff Beck Group                                                            | 3:40                           |
| 9.                             | «The Battle of New Orleans» | Jimmy Driftwood | Johnny Horton                                                                          | 2:51                           |
| 10.                            | «Lucifer» | Bob Seger | The Bob Seger System                                                                   | 3:45                           |
| 11.                            | «White Room» | Jack Bruce, Pete Brown | Cream                                                                                  | 4:53                           |
| 12.                            | «Caught in the Act - a. «Going Down» - b. «Green Onions» - c. «Hot 'Lanta» - d. «Dazed and Confused» - e. «Gimme Some Lovin'»» | * a. Don Nix - b. Booker T. Jones, Steve Cropper, Lewie Steinberg, Al Jackson Jr. - c. Duane Allman, Gregg Allman, Dickey Betts, Butch Trucks, Berry Oakley, Jai Johanny Johanson - d. Jake Holmes, Jimmy Page, Robert Plant - e. Steve Winwood, Spencer Davis, Muff Winwood | Moloch / Booker T & the MGs / Allman Brothers Band / Jake Holmes / Spencer Davis Group | 7:49                           |
| 49:45                          | | |                                                                                        |                                |

## Учасники запису
Джерело
Deep Purple
- Ієн Гіллан — вокал (усі треки), бек-вокал (2, 4, 5, 7, 8, 10, 11), перкусія (3, 7)
- Стів Морс — гітара (всі треки), вокал (9)
- Роджер Гловер — бас (усі треки), додаткові клавішні (1), бек-вокал і перкусія (7), вокал (9)
- Ієн Пейс — ударні (всі треки)
- Дон Ейрі — клавішні (всі треки)

Інші
- Боб Езрін — бек-вокал (2, 5, 7, 8, 10–12), вокал (9)
- Лео Ґрін – тенор-саксофон (2, 6), аранжування валторн (2)
- Метт Голланд — труба (2, 6)
- Ніколь Талія — бек-вокал (4, 6, 12)
- Марша Б. Моррісон — бек-вокал (4, 6, 12)
- Джина Форсайт — скрипка (9)
- Брюс Дейгрепонт – скринька (9)
- Джуліан Шенк — перкусія (10)

## Чарти
| Чарт (2021)                                        | Найвища позиція |
| -------------------------------------------------- | --------------- |
| Австрія Austrian Albums (Ö3 Austria)               | 5               |
| Бельгія Belgian Albums (Ultratop Flanders)         | 29              |
| Бельгія Belgian Albums (Ultratop Wallonia)         | 22              |
| Чехія Czech Albums (ČNS IFPI)                      | 8               |
| Нідерланди Dutch Albums (MegaCharts)               | 25              |
| Фінляндія Finnish Albums (Suomen virallinen lista) | 6               |
| Німеччина German Albums (Offizielle Top 100)       | 5               |
| Угорщина Hungarian Albums (MAHASZ)                 | 24              |
| Italian Albums (FIMI)                              | 24              |
| Норвегія Norwegian Albums (VG-lista)               | 21              |
| Польща Polish Albums (ZPAV)                        | 9               |
| Шотландія Scottish Albums (OCC)                    | 12              |
| Іспанія Spanish Albums (PROMUSICAE)                | 50              |
| Swedish Albums (Sverigetopplistan)                 | 14              |
| Швейцарія Swiss Albums (Schweizer Hitparade)       | 4               |
| Велика Британія UK Albums (OCC)                    | 28              |
| Велика Британія UK Independent Albums (OCC)        | 1               |
| Велика Британія UK Rock & Metal Albums (OCC)       | 1               |

| Чарт (2021)                        | Позиція |
| ---------------------------------- | ------- |
| German Albums (Offizielle Top 100) | 92      |
| Swiss Albums (Schweizer Hitparade) | 95      |